# Hatiora herminiae
Hatiora herminiae är en kaktusväxtart som först beskrevs av Paulo Campos Porto och Alberto Castellanos, och fick sitt nu gällande namn av Barthlott. Hatiora herminiae ingår i släktet Hatiora och familjen kaktusväxter. Inga underarter finns listade i Catalogue of Life.